# Attenuering
Attenuering är en dämpning eller försvagning av en elektromagnetisk strålning exempelvis ljus, när det åker genom ett medium. Detta sker genom absorption eller spridning.
Ett annat ord för attenuering är ""fädning"" av engelskans "fading", att blekna eller avklinga.  Ordet attenuering kommer från latin attenuare som betyder göra tunnare eller reducera. Inom akademisk litteratur och på engelska kan termen användas även inom andra områden för att beräkna hur något påverkas när det passerar genom ett medium.

## Oceanografi och limnologi
Inom oceanografi och limnologi beskriver attenueringen hur ljuset dämpas och sprids beroende på lösta ämnen och partiklar i vattnet.

## Medicin
Vid alla form av undersökningar som har med strålning att göra används attenuering. Det är det som bygger upp bilden genom att olika vävnader attenuerar strålningen olika mycket, vilket gör att de framträder på bild. Attenueringen medverkar även till att bildkvaliteten försämras beroende på spridningen som sker av strålningen som ger upphov till att bilden blir mörkare och svårare att tyda.

## Attenueringskoefficient
Attenueringskoefficienten är en storhet inom matematiska beräkningar av hur mycket strålningen dämpas beroende på material den åker genom och hur tjockt det är. Denna lag är exponentiell enligt följande: e-µx där µ, my, är Attenueringskoefficienten (en konstant) och x är tjockleken på materialet.